# LG 아카
LG 아카 (LG AKA)는 한중 최초 페르소나 스마트폰이다. 우키, 에기, 소울, 요요 이렇게 네 개의 캐릭터가 있으며, 각 컬러마다 UI가 다르다. 출시 초기에는 아카를 구입하면 다른 색상의 케이스를 추가 증정하기도 했다.

## 운영 체제 / 소프트웨어

### 안드로이드 4.4.2 킷캣 버전
아카는 4.4.2 킷캣을 탑재하여 출시하였다.

### 안드로이드 5.0.2 롤리팝
2015년 4월 30일 아카에 5.0.2 롤리팝이 배포되었다. 이 업그레이드로 LG G3와 UI가 비슷해지고, 상단바가 롤리팝 스타일로 바뀌었다. 그리고 커버를 덮으면 나오는 눈 모양을 마음대로 바꿀 수 있다.

## 특수 기능

### 마스크 온
캐릭터를 터치하면 눈을 깜빡거리고, 흔들면 어지러운 듯한 표정을 짓고, 이어폰이 끼워지면 음악을 듣는 듯한 모션으로 눈이 바뀌는 기능이다.

### 마스크 다운
커버를 반쯤 내리면 메시지, 부재중 전화, 알림 등을 한번에 확인할 수 있는 기능이다. S뷰커버나 퀵윈도우, 퀵서클과 비슷하다.

### Snapsh-00-t
구성품에 있는 아트토이를 찍으면 아트토이와 함께 사진을 촬영할 수 있는 기능이다. 그리고, 아트토이를 터치하면 살아있는 것처럼 반응하고, 춤을 추고, 머리를 긁적이는 등의 모션을 취하기도 한다.

### 레이저 오토 포커스
레이저를 이용해서 사진의 초점을 빠르게 잡는 기능이다. 야간 촬용 시 피사체의 위치를 찾기 어려울 때 유용하다.

## 색상
- 네이비 (소울)
- 화이트 (우키)
- 핑크 (요요)
- 옐로우 (에기)

## 같이 보기
- 삼성 갤럭시 그랜드 맥스
- LG G3 비트
- LG 아이스크림 스마트